# Gare de Garabit
La gare de Garabit est une ancienne gare ferroviaire française (fermée) de la ligne de Béziers à Neussargues (dite aussi ligne des Causses), située à Loubaresse, sur le territoire de la commune de Val d'Arcomie, dans le département du Cantal en région Auvergne-Rhône-Alpes. C'est la gare la plus proche du viaduc de Garabit.
Elle est fermée dans la deuxième moitié du XXe siècle.

## Situation ferroviaire
Établie à 835 mètres d'altitude, la gare de Garabit est située au point kilométrique (PK) 675,261 de la ligne de Béziers à Neussargues entre les gares également fermées de Loubaresse et de Ruynes-en-Margeride.
Elle se situe à quelques dizaines de mètres de l'entrée sud du viaduc de Garabit.

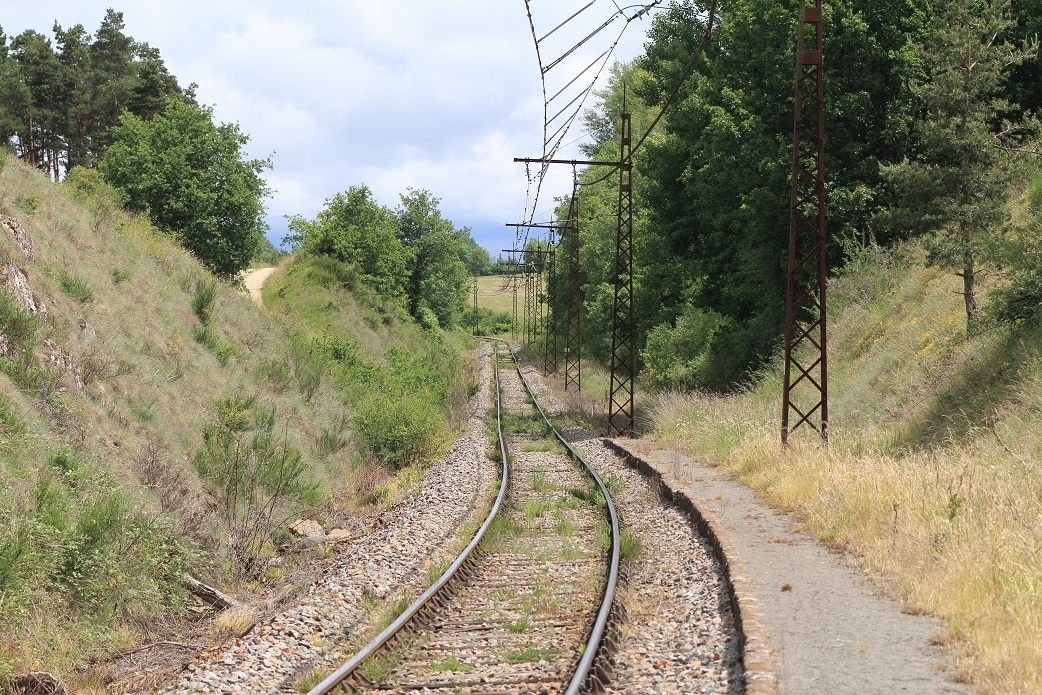
Vue de la voie en direction de Béziers en 2011.

## Histoire
La gare est fermée par la Société nationale des chemins de fer français (SNCF) dans la deuxième moitié du XXe siècle.

## Patrimoine ferroviaire
L'ancien bâtiment qui était celui du garde barrière de l'ancien passage à niveau n°137 avant d'être celui du point d'arrêt.